# Krzysztof Edward Haman
Krzysztof Edward Haman (ur. 9 stycznia 1934 w Warszawie) – polski geofizyk, profesor, wykładowca Uniwersytetu Warszawskiego, członek korespondent Polskiej Akademii Nauk.

## Życiorys
Dziadek Edward Karol Haman (1856–1922) był właścicielem domów na Powiślu w Warszawie, jego żoną była Stanisława Teofila Lober (1865–1947). Rodzina po stronie matki, Anny Horodyńskiej z Horodnian h. Korczak (1896-1983), wywodziła się z polskiego ziemiaństwa. Od strony matki jego babką była Olimpia Katarzyna Podleska h. Bogoria (1865–1957). Ojciec Stanisław Haman (1895–1936) ukończył Wyższą Szkołę Gospodarstwa Wiejskiego i po I wojnie światowej specjalizował się w hodowli koni, pracował też w polsko-niemieckiej Komisji Odszkodowań, zajmując się restytucją koni z Niemiec. Współpracował z profesorem Romanem Prawocheńskim (1877–1926), znanym ekspertem w dziedzinie hipologii. 
Ojciec Stanisław był redaktorem czasopisma „Wiadomości Wyścigowe: organ urzędowy Towarzystwa Zachęty do Hodowli Koni w Polsce”. Od 1927 do 1936 roku był Sekretarzem Generalnym tego towarzystwa, które kupiło w 1925 roku tereny pod tor wyścigów konnych na Służewcu.
Po I wojnie światowej profesor Prawocheński wysłał Stanisława na misję rewindykacyjną do Wiesbaden w Niemczech, gdzie Stanisław spotkał swoją przyszłą małżonkę, które była jego współpracownicą. Ich najstarszy syn Janusz Haman (1923-2019) przyszedł na świat w Wiesbaden rok po ślubie. Wychowanie w rodzinie Hamanów, nadzorowane głównie przez matkę, absolwentkę gimnazjum sióstr Sacré Coeur we Lwowie, było surowe. Matka z domu wyniosła znajomość niemieckiego, francuskiego i angielskiego. W czasie pierwszej wojny matka przebywała w Wiedniu. Rodzina spędzała lata w Józefowie pod Otwockiem ze względu na korzystny dla zdrowia ojca klimat. Zimy upływały w Zakopanem, gdzie w pensjonacie Stanisława Szobera ojciec Hamanów grywał w bitwę morską z Witoldem Gombrowiczem, co było okazją do kreatywnych zmagań intelektualnych.
Ojciec umarł w wieku 41 lat na gruźlicę. Choroby nabawił się w młodości, walcząc w obronie Lwowa w 1918 roku.
Janusz i Zdzisław, bracia Krzysztofa Hamana, aktywni harcerze, dołączyli do Szarych Szeregów w 1941 roku, będąc uczniami Technikum Samochodowego oraz tajnych kompletów w gimnazjum Staszica. Ich zaangażowanie w konspirację przeistoczyło się w służbę w Armii Krajowej i udział w powstaniu warszawskim, aktywności, w które zaangażowana była również ich matka. Janusz i Zdzisław walczyli w oddziale dowodzonym przez Janusza Klarnera, polskiego wspinacza wysokogórskiego.  Na życie zarabiali, pracując m.in. w warsztatach samochodowych w Warszawie.
W 1937 roku rodzina najpierw mieszkała przy Alei 3 Maja pod numerem 16, a następnie przy Alei Niepodległości 210. Lokalizacja ta znajdowała się w pobliżu lotniska Mokotowskiego. Po śmierci męża Stanisława Hamana jego żona pracowała w firmie inżyniera Władysława Leśniewskiego, który prowadził Biuro Techniczno Handlowe także w Alei Niepodległości 210 (wcześniej ulica Topolowa). Firma Leśniewskiego sprzedawała m.in. wyroby Państwowych Zakładów Lotniczych. Po powstaniu warszawskim dom na Alei Niepodległości został częściowo zniszczony przez pożar. W czasie powstania warszawskiego Krzysztof Haman przebywał pod opieką wuja i ciotki, którzy spędzali lato w Świdrze koło Otwocka, po rosyjskiej stronie frontu, a następnie w Lublinie. Z braćmi i mamą spotkał się po siedmiu miesiącach. Następnie zamieszkał wraz z mamą i babcią Horodyńską na dwa lata w Bytomiu a następnie w Komorowie na kolejne dwadzieścia dwa lata. Ostatnie trzy lata liceum uczył się w warszawskim Państwowym Gimnazjum i Liceum im. Stefana Batorego, gdzie w roku 1951 zdał maturę z wyróżnieniem uprawniającym do wstępu na studia bez egzaminu i warunków natury politycznej. Zanim to nastąpiło, przeszedł przez 12 różnych szkół i prywatnych kompletów.

## Nauka
Krzysztof Haman od najmłodszych lat wykazywał silne zainteresowanie lotnictwem. Kiedy jego bracia studiowali w Krakowie, ich współlokatorem był Adam Zientek, znany polski szybownik, co rozbudziło jego zainteresowanie lotnictwem. Podczas wizyty w Krakowie kolega braci zabrał go na krótki lot samolotem Piper Cub, co było dla niego niezapomnianym doświadczeniem. W wieku 13 lat, podczas wakacji w Jeleniej Górze, Krzysztof Haman codziennie pokonywał kilka kilometrów do szybowiska górskiego w Grunowie. W wieku 14 lat zapisał się do ówczesnej Ligi Lotniczej i ukończył teoretyczny kurs szybowcowy. Meteorologię na tym kursie wykładał Władysław Parczewski. Chociaż z powodu problemów zdrowotnych nie mógł kontynuować kariery w lotnictwie, ta wczesna fascynacja lotnictwem miała znaczący wpływ na jego dalszą karierę. Rozpoczął studia na fizyce, by później przejść na matematykę, nadal jednak utrzymując bliski związek z geofizyką. 
Studia ukończył w 1956 roku pod kierunkiem Karola Borsuka na wydziale matematyczno-fizycznym Uniwersytetu Warszawskiego, pisząc pracę magisterską pt. O uniformizacji funkcji wielowartościowych. Na trzecim roku studiów, w 1954 roku, Krzysztof Haman został pierwszym asystentem zatrudnionym w Zakładzie Fizyki Atmosfery. Brał aktywny udział w Międzynarodowym Roku Geofizycznym w latach 1957–1958, organizując pomiary aerologiczne w Wietnamie. Uzyskał doktorat w 1962 roku na podstawie wyników pomiarów sondaży atmosferycznych w Wietnamie, a jego promotorem był Teodor Kopcewicz. Odbył staż w Oslo w 1967 roku. Habilitację uzyskał w 1969 roku na podstawie pracy dotyczącej dynamiki chmur konwekcyjnych. W latach 1972, 1974 oraz 1976 odbywał staże w Narodowym Centrum Badań Atmosferycznych w USA.
Od 1998 roku jest członkiem korespondentem Polskiej Akademii Nauk. Został profesorem nadzwyczajnym w 1977 roku i profesorem zwyczajnym w 1994 roku. Odgrywa istotną rolę w rozwoju fizyki atmosfery w Uniwersytecie Warszawskim i w Polsce. Był dyrektorem Instytutu Geofizyki na Wydziale Fizyki Uniwersytetu Warszawskiego pomiędzy 1976 a 1991 rokiem i kierownikiem Zakładu Fizyki Atmosfery w Instytucie Geofizyki od 1975 do 2000 roku. Przejął katedrę meteorologii po Teodorze Kopcewiczu. Krzysztof Haman dalej rozwinął uniwersytecką fizykę atmosfery w Polsce, zorganizował i skupiał wokół siebie studentów i współpracowników.
Jego prace naukowe są związane z mikrofizyką chmur, dynamiką chmur konwekcyjnych, fizyką chmur stratocumulus oraz szybkimi instrumentami do pomiaru temperatury. Proponował istotne metody badania oddziaływania pomiędzy prądami wstępującymi i zstępującymi w komórkach burzowych, a także rozwijał techniki holograficzne do laboratoryjnego badania chmur. Ponadto, jego badania nad chłodniami kominowymi są obecnie proponowane jako metoda tworzenia chmur w obszarach suchych, otwierając nowe możliwości w zakresie geoinżynierii i zarządzania zasobami wodnymi.
Profesor Krzysztof Haman był promotorem szeregu rozpraw doktorskich z zakresu fizyki atmosfery. Kilka z tych prac doktorskich to: Jednowymiarowy numeryczny model ewolucji czasowo-przestrzennej widma kropel w zastosowaniu do chłodni kominowej. (Koagulacja grawitacyjna w prądzie wstępującym o zmiennym profilu prędkości z wysokością) autorstwa Piotra Smolarkiewicza, obroniona w 1979 roku; Mechanizmy zróżnicowania opadu w terenie górskim autorstwa Wojciecha Grabowskiego, obroniona 2 kwietnia 1987 roku; Zachowanie się smug chłodniowych i kominowych w różnych warunkach atmosferycznych ze szczególnym uwzględnieniem procesów mieszania autorstwa Szymona Malinowskiego, obroniona 22 czerwca 1988 roku; Wpływ parametryzacji opadu na rozwój prądów zstępujących w modelach chmur konwekcyjnych autorstwa Hanny Pawłowskiej, obroniona w 1991 roku; Prognoza burzy z wykorzystaniem jednowymiarowego modelu chmury konwekcyjnej autorstwa Huu Nguyena, obroniona 29 kwietnia 1999 roku; Eksperymentalne i numeryczne badanie termodynamicznej i dynamicznej struktury warstwy wierzchołkowej stratocumulusa autorstwa Marcina Kurowskiego, obroniona 22 lutego 2010 roku. 

### Międzynarodowy Rok Geofizyczny
Międzynarodowy Rok Geofizyczny 1957–1958, uznawany za ważne międzynarodowe wydarzenie naukowe po II wojnie światowej, miał na celu zgromadzenie obszernych obserwacji mających posłużyć przyszłej syntezie wiedzy o Ziemi, zwłaszcza jej atmosferze i klimacie. Krzysztof Haman brał udział w ekspedycji naukowej do Wietnamu, będącej częścią tego projektu. Grupą badawczą kierował profesor Roman Teisseyre (1929–2022). Wietnamsko-Polska Stacja Aerologiczna w Cha-Pa znajdowała się na szerokości 22°21'N, długości 103°50'E, i wysokości 1578 m n.p.m., w dolinie otoczonej górami. Głównym zadaniem stacji było przeprowadzanie radiosondaży. Stacja była wyposażona w sprzęt radiosondowy Vaisala z Helsinek. Personel składał się z polskich i wietnamskich naukowców oraz obserwatorów. Założona przez polskich naukowców w trakcie Międzynarodowego Roku Geofizycznego 1957–1958, Stacja Geofizyczna w Cha Pa stała się katalizatorem dla rozwoju geofizyki w Wietnamie, jednocześnie kładąc fundamenty dla trwałej współpracy między Polską a Wietnamem, która utrzymywała się nawet po zakończeniu pierwotnej misji. Z uwagi na owocne wyniki Międzynarodowego Roku Geofizycznego 1957–1958 podjęto decyzję o przedłużeniu programu badawczego na dodatkowy sezon 1958–1959.
Zebrane podczas wyprawy dane posłużyły Krzysztofowi Hamanowi do opracowania pracy doktorskiej (1962), skupiającej się na nietypowym zjawisku atmosferycznym, które zaobserwował. Ta praca uznana była przez niego za najlepszą z jego licznych publikacji. Krzysztof Haman zauważył, że obserwowany przez niego gradient superadiabatyczny w górnych warstwach troposfery jest zjawiskiem realnym, a nie efektem instrumentalnym lub wynikiem stosowanej metody pomiaru. Wskazał, że to zjawisko może pojawiać się wewnątrz dużych rotorów, które formują się przez załamywanie się fal grawitacyjnych o dużej amplitudzie. Dodał, że fale te mogą być generowane przez niską konwekcję termiczną, co wyjaśnia ich częstsze występowanie w porze dziennej, gdy konwekcja jest aktywna. Krzysztof Haman zauważył również, że przy pewnych stratyfikacjach gęstości i wiatru, amplituda fal rośnie z wysokością, prowadząc do efektów nieliniowych i transformacji w wiry. Podkreślił, że w takich warstwach atmosfery tworzą się szczególnie korzystne warunki do rozwoju turbulencji.

### Badania gradu
Po uzyskaniu doktoratu Krzysztof Haman odbył miesięczny staż w Moskwie u A. M. Obuchowa w towarzystwie Yagłoma i A. S. Monina. W tym czasie Powszechny Zakład Ubezpieczeń wystąpił do Katedry Fizyki Atmosfery z propozycją zbadania możliwości oddziaływania na chmury gradowe. Krzysztof Haman początkowo współpracował z zespołem Wysokogórskiego Instytutu Geofizycznego w Nalczyku, kierowanym przez G. K. Sułakwelidze. Teren Kaukazu był szczególnie dobrym obiektem do eksperymentalnego badania zjawisk gradowych, ponieważ w Dolinie Kachetyjskiej w Gruzji burze gradowe były częste i miały wysoce powtarzalny przebieg, co ułatwiało statystyczną ocenę wyników ewentualnego oddziaływania. Na podstawie obserwacji radarowych G. K. Sułakwelidze zwrócił uwagę na strefy wysokiej odbijalności, sugerujące wysoką i grubokroplistą zawartość wody w przedziale temperatur dopuszczających obecność przechłodzonej wody i nazwał je strefami akumulacji; opracował też jednowymiarowy model oparty na swoich obserwacjach. Krzysztof Haman rozwinął dalej ten model.
Wraz z Michałem Niewiadomskim opracował statystyczną metodę prognozy gradu dla centralnej Polski, opierającą się na danych z prognozowanego sondażu aerologicznego. Wybierając obszar eksperymentu, skupili się na regionach charakteryzujących się wysoką częstością gradobić, takich jak Zamojszczyzna lub Sandomierszczyzna. Rozważając różne metody oddziaływania na grad, ostatecznie zrezygnowano z technik stosowanych na Kaukazie z powodu wysokich kosztów i problemów bezpieczeństwa. Zamiast tego zastanawiano się nad techniką zasiewania chmur reagentami krystalizacyjnymi, jednak niepewność metody i szacunkowe koszty skłoniły do rezygnacji z dalszych prac w tym kierunku. W ramach badań nad gradem, Krzysztof Haman współpracował z Stanisławem Bacem nad opracowaniem przyrządu do pomiaru wielkości i energii cząstek gradowych, a także z Jackiem Walczewskim nad projektowaniem rakiety do zasiewania chmur gradowych. Analiza statystyczna wykonana przez Elżbietę Pleszczyńską wykazała, że aby rozstrzygnąć, czy ewentualne zmniejszenie obszaru gradobicia jest wynikiem oddziaływania czy naturalną fluktuacją klimatyczną, eksperyment trzeba byłoby prowadzić co najmniej przez 6 do 10 lat.
Jan Rosiński, przeglądając publikacje w „Acta Geophysica Polonica”, zauważył prace Krzysztofa Hamana. Dzięki temu Krzysztof Haman został zaproszony do Narodowego Centrum Badań Atmosferycznych w USA. Latem 1972 roku uczestniczył przez trzy miesiące w Narodowym Projekcie Badania Gradu (National Hail Research Experiment). W eksperymencie tym brało udział kilka samolotów badawczych, w tym takie, które mogły wlecieć do środka komórki burzowej. Uczestniczył również w tym projekcie od marca do czerwca 1974 roku w grupie Atmospheric Quality and Modification Division między czerwcem a sierpniem 1976, kiedy to zajmował się fizyką i dynamiką chmur. Publikował w ramach tej współpracy artykuły dotyczące termodynamiki i dynamiki chmur burzowych. Planował dłuższy staż w 1978 roku, ale śmierć Teodora Kopcewicza w 1976 roku pokrzyżowała te plany.

Schemat pracy komina słonecznego

### Chłodnie kominowe
Pracował nad zagadnieniami meteorologii stosowanej, m.in. oceną wpływu chłodni kominowych na atmosferę. Celem tego programu obserwacyjnego było określenie pozycji, pionowej grubości i poziomej szerokości smug kondensacyjnych w różnych odległościach od elektrowni, a także ich temperatury i wilgotności w porównaniu z otoczeniem oraz porównanie tych danych z przewidywaniami modelu. Do pomiarów używano samolotów i szybowców badawczych. Jeden z wyników wskazywał na wyraźne dynamiczne wpływy smugi na otaczającą atmosferę, ujawniające się w zakłóceniach temperatury i wilgotności. Mechanizm tych wpływów wydawał się być związany albo z przepływem powietrza nad smugą jako rodzajem przeszkody, albo z falami pionowymi wywołanymi przez smugę, często dość wysoko nad nią.
Z badaniami chłodni kominowych związane są dwa doktoraty studentów Krzysztofa Hamana: Zachowanie się smug chłodniowych i kominowych w różnych warunkach atmosferycznych ze szczególnym uwzględnieniem procesów mieszania autorstwa Szymona Malinowskiego oraz Jednowymiarowy numeryczny model ewolucji czasowo-przestrzennej widma kropel w zastosowaniu do chłodni kominowej. (Koagulacja grawitacyjna w prądzie wstępującym o zmiennym profilu prędkości z wysokością) autorstwa Piotra Smolarkiewicza.
Niektóre z jego wczesnych pomysłów dotyczących chłodni kominowych są dyskutowane obecnie w kontekście kominów słonecznych i geoinżynierii i opierają się na pomyśle transportu wilgotnego powietrza przyziemnego w kominie słonecznym i tworzenia chmur lub opadów, potencjalnie zmieniając lokalną hydrologię.

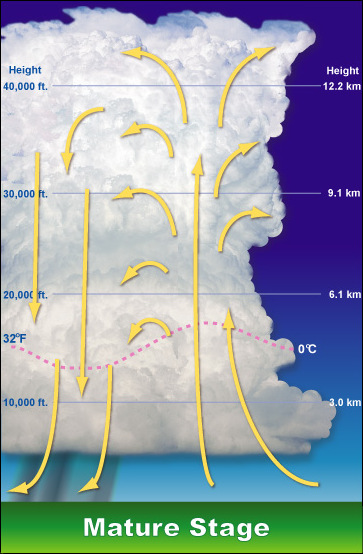
Komórka burzowa z widocznymi prądami wstępującymi i zstępującymi

### Dynamika chmur konwekcyjnych
Prowadził prace nad strukturą komórek burzowych, w szczególności oddziaływania prądów wstępujących i zstępujących, badaniem prądów zstępujących w komórkach burzowych, oporem, jaki stawia prąd wstępujący w powietrzu, tworzeniem się chmur cumulus nad lokalnym źródłem ciepła, propagacją prawie stacjonarnych komórek burzowych, wpływem chmur konwekcyjnych na wielkoskalową stratyfikację. Zajmował się też wymianą pomiędzy filamentami nasyconego powietrza z kroplami wody, zmieszanymi z filamentami powietrza wolnego od wody ciekłej, a nawet nienasyconego, używając do tego do tego jednowymiarowego modelu chmur. Wyniki wielu symulacji potwierdziły przypuszczenie, że chmura o takiej strukturze może trwać dość długo, nawet w warunkach niestabilnej stratyfikacji.
Interesował się zrozumieniem fizyki oddziaływania mezoskalowej konwekcji z indywidualnymi chmurami konwekcyjnymi. Uważał, że dla pilotów szybowców ta wiedza może mieć ograniczoną bezpośrednią wartość, ale że lepsze zrozumienie procesów atmosferycznych, szczególnie w skali pojedynczego prądu wznoszącego, może pośrednio poprawić ich kwalifikacje. Zauważył, że mechanizmy wzmacniania lokalnej aktywności konwekcyjnej przedstawione w artykule mogą często występować w naturze. Sugerował, że obserwacje dokonywane przez pilotów szybowców, zwłaszcza tych wyposażonych w rejestratory GPS, odnoszące się do lokalnych zmian wysokości podstawy i wierzchołków chmur, mogą być pomocne dla lepszego zrozumienia tych oddziaływań.

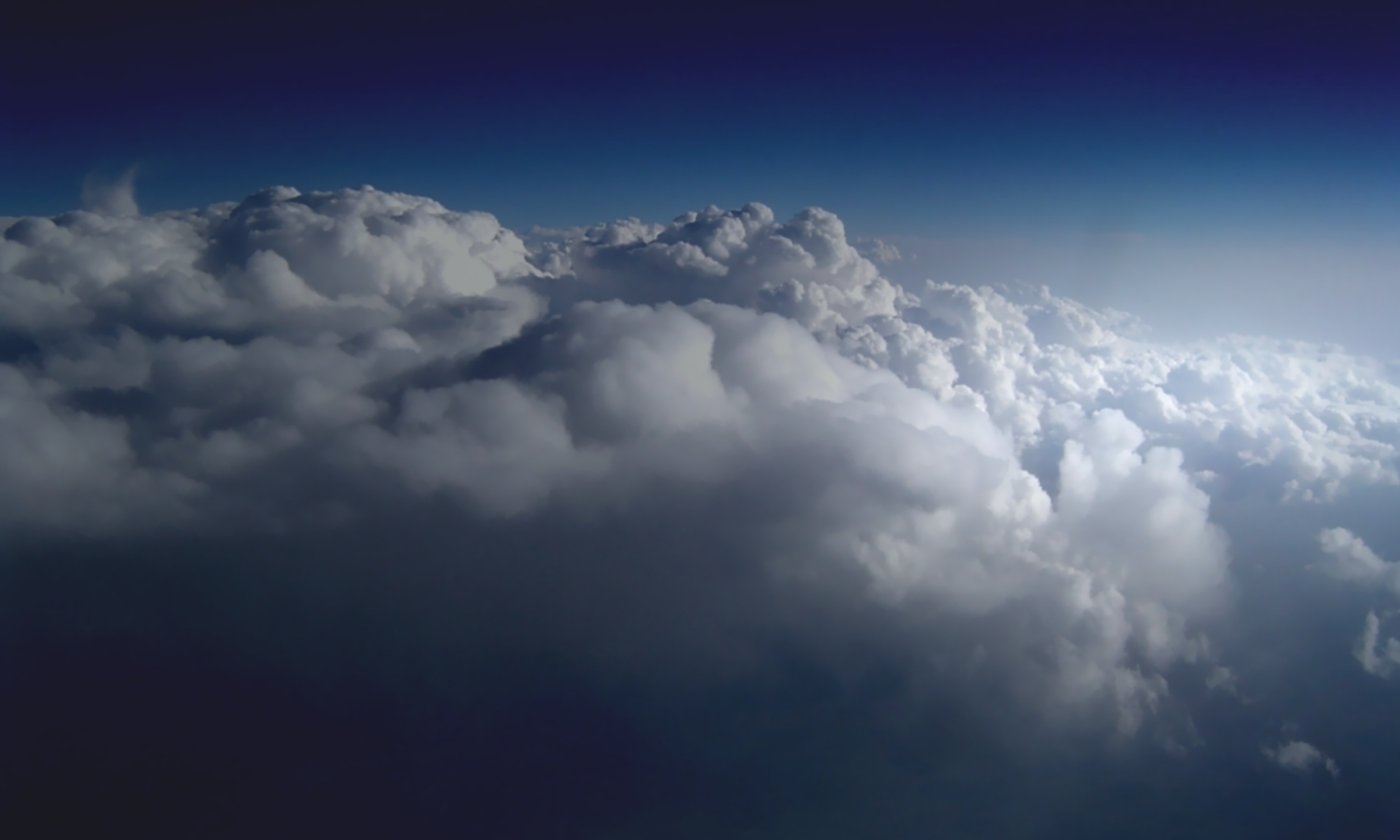
Widok powyżej chmury stratocumulus

### Fizyka chmur stratocumulus
Prowadził badania nad mieszaniem turbulencyjnym chmur stratocumulus. Pomiary przeprowadzone blisko wierzchołka chmury stratocumulus za pomocą instrumentów o wysokiej rozdzielczości pozwoliły na analizę termodynamiki i mikrofizyki procesów mieszania się suchego powietrza z powietrzem chmurowym. Inny artykuł Krzysztofa Hamana skupia się na analizie warstwy przejściowej między chmurą stratocumulus a czystym powietrzem nad nią. Autor stwierdza, że grubość tej warstwy jest zwykle mniejsza niż 20 metrów. W pracy omówiono również zjawisko prądów zstępujących, które mogą powstawać w tej warstwie w odpowiednich warunkach, ale zazwyczaj dotyczą one tylko małej części powietrza w procesie mieszania. Prądy te zwykle szybko tracą swoją wyporność, a tylko niektóre z nich mogą głębiej wnikać w chmurę, tworząc tzw. dziury w chmurach.

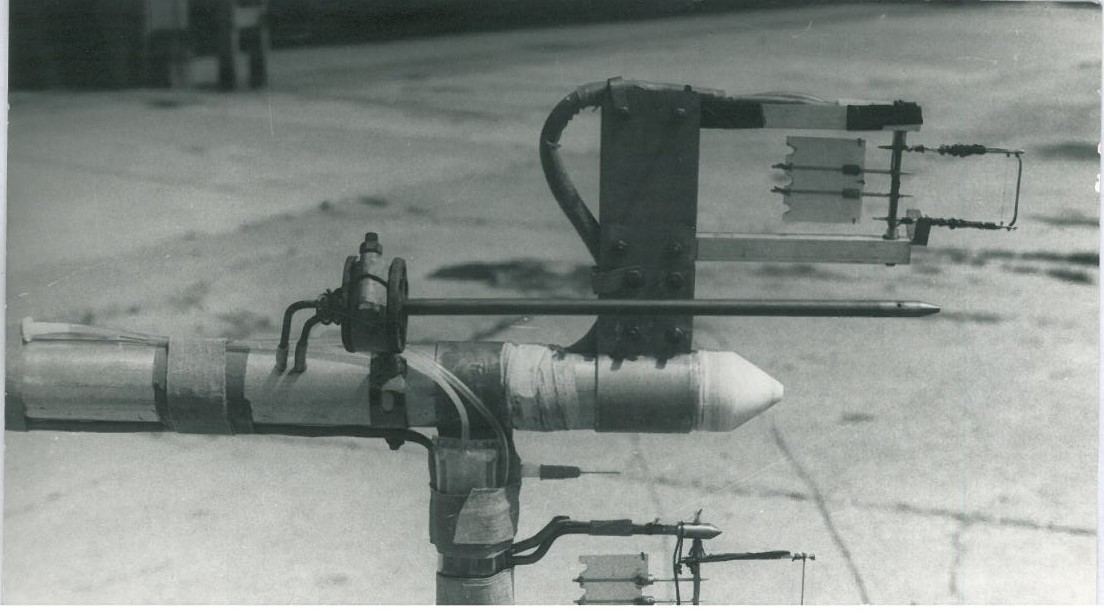
Ultraszybki termometr Krzysztofa Hamana do badań samolotowych

### Ultraszybkie pomiary i mikrofizyka chmur
W połowie lat 1980 Haman zapoczątkował budowę szybkich instrumentów do pomiarów naziemnych i samolotowych wilgotności i temperatury. Termometr wykorzystywał 2,5-mikrometrowy drut wolframowy pokryty platyną. Urządzenie mierzyło temperaturę czystego powietrza oraz chmur z częstotliwością próbkowania 10 kHz. Ten czujnik był stopniowo ulepszany. W 2013 autorzy raportowali ultraszybki termometr, UFT-M, który pozwalał na obserwację drobnoskalowej struktury temperatury chmur i warstwy granicznej atmosfery. 
Krzysztof Haman zajmował się także pomiarami laboratoryjnymi mikrofizyki chmur, m.in. próbami oszacowania koncentracji kropli za pomocą metod holograficznych. Prace dotyczyły weryfikacji hipotezy o losowym rozkładzie kropli w mgłach.

### Popularyzacja nauki
Wielokrotnie poruszał problemy zmian klimatycznych i angażował się w działania mające na celu zwiększenie świadomości społeczeństwa w dziedzinie fizyki atmosfery. Krzysztof Haman jest też członkiem rady naukowej portalu Nauka o klimacie, którego celem jest rozpowszechnianie wiedzy o zmianach klimatycznych, zwłaszcza antropogenicznych. W 1965 roku wydał podręcznik akademicki Wstęp do fizyki atmosfery. Napisał popularną rozprawę dla specjalnego wydania czasopisma „Delta” o opadach deszczu. Pisał na temat teorii spiskowych dotyczących smug chemicznych. Zajmował stanowisko w sprawie mgły smoleńskiej

Jestem fizykiem atmosfery od ponad 40 lat specjalizującym się w badaniach w zakresie fizyki chmur, mgieł (to także jest rodzaj chmur!) i opadów. Nie reagowałem do tej pory na głupoty, które „fachowcy” wypisują na temat zjawisk atmosferycznych. Ale po zapoznaniu się z wywiadem mec. Rafała Rogalskiego Hipoteza zamachu jest zupełnie realna z 26 stycznia 2011 nie wytrzymałem [...] chciałbym wyraźnie stwierdzić, że sztuczne stworzenie mgły o takiej skali przestrzennej i czasowej, jaka wystąpiła w Smoleńsku 10 kwietnia 2010, daleko wykracza poza aktualne możliwości nauki i techniki i jeszcze bardzo długo będzie wykraczało

.

## Rodzina
Podczas wietnamskiej wyprawy naukowej Krzysztofa Hamana urodził się jego pierwszy syn, Andrzej. Haman ma pięcioro dzieci. Maciej jest psychologiem, Jacek specjalizuje się w socjologii, Andrzej wybrał biologię, córka Anna zdecydowała się na bibliotekoznawstwo, a Piotr poszedł w kierunku biznesu. Jego żoną jest Alina Hamanowa z domu Niewiadomska, która pracowała jako adiunkt matematyki na Politechnice Warszawskiej.